# (7774) 1992 UU2
1992 يو يو 2 (ويعرف أيضًا باسم (7774) 1992 يو يو 2 وفق تسمية الكوكب الصغير) (بالإنجليزية: 1992 UU2)‏ هو كويكب ضمن حزام الكويكبات؛ وترتيبه 7774 من حيث الاكتشاف.
اكتُشف هذا الجُرم الفلكي بواسطة Kin Endate ‏ في 19 أكتوبر 1992.

## وصلات خارجية
- (7774) 1992 UU2 في قاعدة بيانات مختبر الدفع النفاث لأجرام النظام الشمسي الصغيرة

- الاكتشاف · مخطط المدار ·  العناصر المدارية · المعلمات المادية

- (7774) 1992 UU2 على موقع ويكي سكاي: DSS2, SDSS, GALEX, IRAS, Hydrogen α, X-Ray, Astrophoto, Sky Map, Articles and images